# Motionscykel
En motionscykel, også kendt som kondicykel, er et redskab med sadel, pedaler, og en eller anden form styr, arrangeret som på en almindelig cykel, men bruges som træningsredskab snarere end transport.
En motionscykel er under normale omstændigheder et specialbygget træningsredskab, der ligner en cykel uden hjul. Det er dog også muligt at benytte en almindelig cykel som motionscykel ved at placere den på cykelruller eller en cykeltræner. Rullerne og trænerne benyttes ofte af cykelryttere til at varme op før et cykelløb, eller til at træne på sine egne cykler indendørs.